# Out of Rosenheim
Out of Rosenheim (bra:Bagdad Café) é um filme alemão de 1987 dirigido por Percy Adlon. Tem duas versões, uma de 91 minutos e outra de 108.

## Sinopse
A turista alemã Jasmin (Sägebrecht) tem uma briga com seu marido e é abandona na estrada. Ela caminha pelo deserto em direção ao posto-motel Bagdad Café. Ao chegar no local, ela encontra uma comunidade excêntrica.

## Elenco
- Marianne Sägebrecht — Jasmin
- CCH Pounder — Brenda
- Jack Palance — Rudi Coxx
- Christine Kaufmann — Debby
- Monica Calhoun — Phyllis
- Darron Flagg — Salomo
- George Aguilar — Cahuenga
- G. Smokey Campbell — Sal
- Hans Stadlbauer — Muenchgstettner
- Alan S. Craig — Eric
- Apesanahkwat — Xerife Arnie
- Ronald Lee Jarvis — Caminhoneiro Ron
- Mark Daneri — Caminhoneiro Mark
- Ray Young — Caminhoneiro Ray
- Gary Lee Davis — Caminhoneiro Gary

## Recepção
O filme tem 85% de aprovação no Rotten Tomatoes com base em 20 avaliações. Roger Ebert avaliou com nota 3.5/4 dizendo que "o charme do Bagdad Cafe é que cada personagem e cada momento são inesperados, obscuramente motivados, de significado incerto e vibrando com vida."

## Prêmios e indicações

### Prêmios
César
- Melhor filme estrangeiro: 1989
- Melhor filme da Comunidade Européia: 1989[carece de fontes?]

### Indicações
Oscar
- Melhor canção: 1989 Calling You - por Jevetta Steele[carece de fontes?]